# بيت الاكوع (عبس)

تعديل مصدري - تعديل

بيت الاكوع هي إحدى قرى عزلة مطولة بمديرية عبس التابعة لمحافظة حجة، بلغ تعداد سكانها 80 نسمة حسب تعداد اليمن لعام 2004.